# Les Royaumes de Borée (roman)
Pour les articles homonymes, voir Royaume de Borée.
Les Royaumes de Borée est un roman de Jean Raspail paru en mars 2003 aux éditions Albin Michel.

## Résumé
Jean Raspail évoque dans ce roman Les Royaumes de Borée, situés au Nord-Est du Grand-Duché, principauté de Valduzia. Durant trois siècles, les descendants d'Oktavius Pikkendorff participent à la grande aventure européenne et s'aventurent dans la solitude des forêts septentrionales à la recherche « d'un petit homme de couleur d'écorce, qui manie l'arc, le javelot, mais que nul n'a jamais approché ».

## Éditions
- Les Royaumes de Borée, éditions Albin Michel, 2003  (ISBN 2-226-13697-5).

## Adaptation
- Bande dessinée de Jacques Terpant - Le Royaume de Borée en 2011 avec la parution du premier tome Oktavius suivi de Henrick (2013) et Tristan (2014).